# نیکولا واکر
نیکولا واکر (انگلیسی: Nicola Walker؛ زادهٔ ۱۵ مهٔ ۱۹۷۰) بازیگر اهل بریتانیا است.
از فیلم‌ها یا برنامه‌های تلویزیونی که وی در آن نقش داشته است، می‌توان به ام آی فایو، لمس پلیدی، شلیک به سگ‌ها و رودخانه اشاره کرد.